# Marija Gabriel
Marija Ivanova Gabriel (Bulgaars: Мария Иванова Габриел), geboren Nedeltsjeva (Gotse Deltsjev, 20 mei 1979), is een Bulgaars politica namens de partij Burgers voor Europese Ontwikkeling van Bulgarije (GERB). Van 2023 tot 2024 was zij minister van Buitenlandse Zaken in de Bulgaarse regering. Sinds 6 maart 2024 staat zij als minister-president aan het hoofd van diezelfde regering. Volgens de roulatieafspraak met de coalitiepartner zal zij in 2025 weer plaatsmaken voor haar voorganger  
Nikolay Denkov.
Voordien was zij namens haar land Europees commissaris, verantwoordelijk voor Digitale economie en samenleving (2017–2019) en Jeugd en Innovatie (2019–2023).

## Biografie
Marija Gabriel rondde in 2001 haar bacheloropleiding Bulgaars en Frans aan de Paisii Hilendarski-universiteit in Plovdiv af. Twee jaar later behaalde ze een mastergraad in Vergelijkende Politicologie en Internationale Betrekkingen aan het Institut d'Études Politiques de Bordeaux, waar ze nadien als assistent-onderzoeker en docent werkzaam is geweest tot 2009.

### Europese politiek
Gabriel heeft een half jaar als secretaresse gewerkt voor de Europarlementariërs van GERB. Bij de Europese verkiezingen van 2009 werd zij gekozen als lid van het Europees Parlement, waar zij deel uitmaakte van de fractie van de Europese Volkspartij (christendemocraten). Ze maakt onder andere deel uit van de commissies Landbouw- en Plattelandsontwikkeling en Verzoekschriften. Gabriel stond aan het hoofd van waarnemingsmissies van de Europese Unie voor verkiezingen in onder meer Congo, Sierra Leone en Nigeria. Ze hield zich ook bezig met mensenrechtenkwesties. Zo maakte ze sinds 2010 deel uit van de commissie Rechten van de vrouw en Gendergelijkheid. Bij de verkiezingen voor het Europees Parlement in 2014 werd zij herkozen.
Op 7 juli 2017 werd Gabriel door de Raad benoemd tot Eurocommissaris. Commissievoorzitter Jean-Claude Juncker bedeelde haar de portefeuille Digitale economie en samenleving toe. Gabriel was als Bulgaars vertegenwoordiger in de Europese Commissie de opvolger van Kristalina Georgieva, die een functie had aanvaard bij de Wereldbank.
Op 1 december 2019 trad de Commissie-Von der Leyen aan, waarin Gabriel door voorzitter Ursula von der Leyen werd aangewezen als Eurocommissaris voor Jeugd en Innovatie. Ze behield deze functie tot mei 2023, toen ze de overstap maakte naar de Bulgaarse nationale politiek.

### Bulgaarse politiek
Onder leiding van oud-premier en partijvoorzitter Bojko Borisov kwam GERB-SDS bij de Bulgaarse parlementsverkiezingen van april 2023 als grootste partij uit de bus. Tijdens de moeizame formatieonderhandelingen die hierop volgden werd Marija Gabriel door haar partij naar voren geschoven als premierskandidaat. Zij legde hiervoor haar taak als Eurocommissaris neer. Uiteindelijk vormde GERB-SDS samen met PP-DB een regering, waarbij Nikolai Denkov (PP) tot premier werd benoemd en Gabriel tot minister van Buitenlandse Zaken en vicepremier. In het regeerakkoord werd echter afgesproken dat het premierschap na negen maanden zal rouleren en aan Gabriel zal worden overgedragen.